# زندگی‌نامه

زندگی‌نامه یا سرگذشت‌نامه یا تذکره یا بیوگرافی (به انگلیسی: Biography) سبکی در ادبیات و دیگر رسانه‌ها از جمله فیلم‌های مستند است که مربوط می‌شود به شرح و توصیف رخدادها و روند زندگی یک یا چند نفر.
بیشتر زندگی‌نامه‌ها بر پایه یادداشت‌های شخصی افراد ترتیب داده می‌شوند و داستان‌هایی واقعی هستند و نه تخیلی.
یک زندگی‌نامه به فهرست کردن اطلاعات در مورد یک شخص مانند زادگاه و زادروز و تاریخ رخدادها محدود نمی‌شود و به توضیح و گاه تحلیل رویدادها می‌پردازد.
به زندگی‌نامه‌ای که توسط خود شخص مورد نظر نوشته شود خودزندگی‌نامه یا زندگی‌نامه خودنوشت یا حسب‌حال یا اتوبیوگرافی گفته می‌شود.
از کهن‌ترین نمونه‌های زندگی‌نامه می‌توان به کتاب‌های تاریخ‌نگاران یونان دربارهٔ شرح زندگی شاهنشاهان ایران اشاره کرد از جمله کوروش‌نامه نوشته گزنفون.
نخستین کتاب زندگی‌نامه در زبان فارسی نو کتاب لباب‌الالباب محمد عوفی است. در ادبیات فارسی کتاب‌های تألیف شده در سبک زندگی‌نامه را تذکره می‌گفتند.

## تاریخچه
در ابتدا، زندگی‌نامه‌ها به عنوان یک بخش از تاریخ با تمرکز بر یک فرد خاص، با اهمیت تاریخی در نظر گرفته شد. انواع مستقل زندگی‌نامه‌نویسی با تمایز از تاریخ عمومی از قرن ۱۸ ام شروع شده و فرم‌های معاصر آن به قرن بیستم می‌رسد.

### زندگینامه تاریخی
یکی از اولین زندگی‌نامه نویسان پلوتارک بود و «زندگی موازی» او در حدود سال ۸۰ بعد از میلاد مسیح، چهره‌های برجسته جهان کلاسیک را پوشش می‌دهد. در سال ۴۴ قبل از میلاد مسیح کورنلیوس نپوس زندگی‌نامه‌ای را به نام «زندگی فرمانروایان» منتشر کرد. اما شاید «زندگی امپراتوران روم» اثر «سوتونیوس» اولین زندگی‌نامه‌ای باشد که حاوی داستان‌های اساطیری نیست.
در اوایل قرون وسطی (۴۰۰ تا ۱۴۵۰ بعد از میلاد) کاهش آگاهی از فرهنگ کلاسیک اروپا وجود دارد. در طول این دوره، تنها مخازن دانش و سوابق اولیه تاریخی اروپا در اختیار افراد کلیسای کاتولیک روم بود. هرمیتس، مونکس و پریتس در این دوره تاریخی زندگی‌نامه‌ها را می‌نوشتند. موضوعات آن‌ها معمولاً به پدران کلیسا، شهدا، پاپها و قدیسان محدود می‌شد. آثار آن‌ها قرار بود الهام بخش مردم و وسیله‌ای برای گرویدن به مسیحیت باشد شرح حال قدیسین را ببینید. یکی از نمونه‌های سکولار قابل توجه از بیوگرافی در این دوره زمانی، زندگی شارلمانی است که توسط درباریان او نوشته شده‌است.

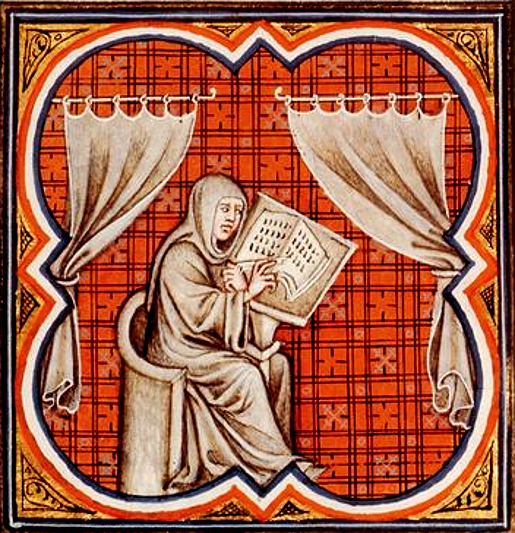
یکی از درباریان به عنوان نویسنده

در قرون وسطی تمدن اسلامی (۷۵۰ تا ۱۲۵۸ بعد از میلاد مسیح)، مسلمانان شروع به نوشتن زندگی‌نامه محمد و دیگر چهره‌های مهم صدر اسلام نمودند که از آن به عنوان سیره نبوی تعبیر می‌شود.
اولین تذکرهها در واقع خلاصه‌ای از زندگی‌نامه شخصیت‌های معروف اسلامی بودند که از قرن ۹ به بعد منتشر شدند و حاوی اطلاعات مهمی از زندگی بخش بزرگی از برزگان مسلمان در مقایسه با سایر نوشته‌های این دوره هستند.
اولین تذکره نامه‌ها در ابتدا بر زندگی پیامبر اسلام و صحابه تمرکز داشتند، یکی از این نمونه‌های اولیه، کتاب طبقات الکبری از ابن سعد البغدادی است و پس از آن شروع به مستندسازی زندگی بیشتر شخصیت‌های مهم تاریخی می‌کند که در دنیای اسلام زندگی می‌کردند.
در اواخر قرون وسطی، زندگی‌نامه‌ها در اروپا کمتر حول محور کلیسا شده و زندگی‌نامه‌های پادشاهان، شوالیهها و غاصبان به صدر آمدند. یکی از زندگی‌نامه‌های مشهور زندگی‌نامه لو مورته دی آرتور نوشته سر توماس مالوری بود. این کتاب در مورد سرگذشت شاه آرتور و شوالیه‌های او بود. پس از مالوری، تأکید بر روی انسانیت در دوره رنسانس، تمرکز نوشته‌ها بر افراد غیر مذهبی، از جمله هنرمندان و شاعران قرار گرفت و نوشتن به زبان بومی مورد تشویق قرار گرفت.

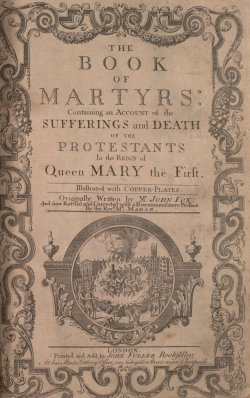
کتاب شهدا، جان فاکس، یکی از اولین زندگینامه‌های زبان انگلیسی

زندگی هنرمندان نوشته جورجیو واساری (۱۵۵۰) یک زندگی‌نامه برجسته با تمرکز روی زندگی افراد غیرمذهبی است. واساری با این موضوع خود مشهور شد و کتابش خیلی زود جزو پرفروش ترین‌ها قرار گرفت. دو تحول دیگر قاب توجه می‌باشد: توسعه صنعت چاپ در قرن ۱۵ و افزایش تدریجی در سواد.
زندگی‌نامه‌ها در زبان انگلیسی در دوران هنری هشتم ظهور کردند. اعمال و یادبودها اثر جان فاکس (۱۵۶۳)، بهترین کتاب فاکس از شهدا شناخته شد، که اساساً اولین لغت‌نامه زندگی‌نامه در اروپا بود که با تاریخچه با ارزش انگلستان نوشته توماس فولر (۱۶۶۲) که تمرکزی مجزا بر زندگی عمومی داشت دنبال شد.
تاریخ عمومی دزدان دریایی (۱۷۲۴) نوشته چارلز جانسون اولین منبع زندگی‌نامهٔ تعداد زیادی از دزدان دریایی شناخته شده‌است.
زندگی‌نامه آمریکایی با مدل انگلیسی، ترکیب دیدگاه توماس کارلایل است که شرح حال بخشی از تاریخ بود. کارلایل اظهار داشت که زندگی انسان‌های بزرگ به درک جامعه و نهادهای وابسته به آن ضروری است. در حالی که ضربه تاریخی باید به یک عنصر قوی در شرح حال اولیه آمریکا باقی می‌ماند، نویسندگان آمریکایی رویکرد متمایزی را ایجاد کردند.

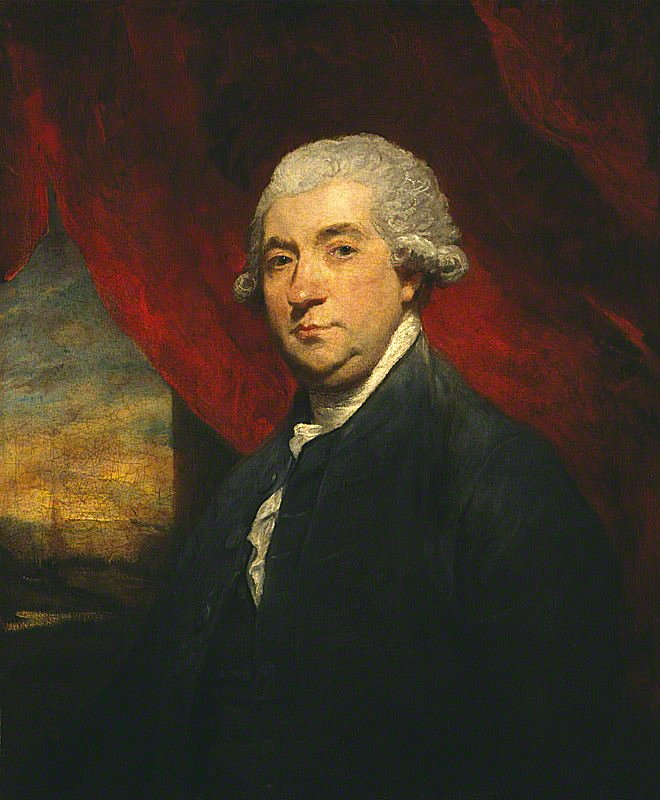
جیمز باسول

### ظهور سبک
اولین بیوگرافی مدرن و کاری که نفوذ قابل توجهی در تکامل این سبک اعمال کرد، زندگی ساموئل جانسون نوشته جیمز بازول، زندگی‌نامه لغت‌نامه‌نویس و دانای کلام ساموئل جانسون است که در سال ۱۷۹۱ منتشر شد. این در حالی است که باسول موضوع خود را در سال ۱۷۶۳ شروع کرد، وقتی جانسون ۵۴ ساله بود، باسول تمام زندگی جانسون را با استفاده از پژوهش‌های اضافی تحت پوشش قرار داد. این خود مرحله مهمی در توسعه سبک مدرن از زندگی‌نامه‌نویسی بود و ادعا شده‌است که بزرگ‌ترین زندگی‌نامه نوشته شده در زبان انگلیسی است. کار باسول در آن سطح از پژوهش منحصر به فرد بود، که شامل مطالعه آرشیوها، مشاهدات عینی و مصاحبه‌ها می‌شد. روایتی قوی و جذاب است که تصویر صادقانه از تمام جنبه‌های زندگی جانسون است که یک فرمول _ شخصیتی است که امروزه به عنوان پایه ادبیات زندگی‌نامه‌نویسی خدمت می‌کند.
نوشتن زندگی‌نامه‌ها در قرن ۱۹ با رکود مواجه شدند، در بسیاری موارد روش معکوس وجود داشت که بیشتر شبیه روش زندگی مقدسان و ستایش مرگ بود، شبیه به شرح حال قدیسین که در زمان قرون وسطی نوشته شدند. تمایز بین قسمت عمده زندگی‌نامه‌نویسی و زندگی‌نامه ادبی در اواسط قرن آغاز شد که منعکس‌کننده تناقض بین فرهنگ بالا و فرهنگ متوسط است. هر چند، تعداد زندگی‌نامه‌ها با تشکر از گسترش خوانندگان، در صنعت چاپ رشد سریعی داشتند. این انقلاب در انتشار، کتاب‌ها را برای گروه بزرگی از خوانندگان و مخاطبان در دسترس قرار می‌دهد. به اضافه اینکه، نسخه جلد کاغذی از بیوگرافی که برای اولین بار به صورت عمومی منتشر شد مقرون به صرفه بود. مجله‌ها نیز شروع به انتشار طرح‌های دنباله‌دار زندگی‌نامه‌ای کردند.
شرح حال نویسی شخصی با ظهور و پیشرفت آموزش و پرورش و چاپ ارزان بیشتر محبوب شدند، مفاهیم مدرن از شهرت و محبوبیت توسعه یافتند. این نوع زندگی‌نامه‌ها توسط خود شخص نوشته می‌شوند مثل چارلز دیکنز (که شرح حال خود را در رمان‌هایش وارد کرده‌است) و آنتونی ترولوپ (زندگی‌نامه او بعد از مرگش چاپ شد و به سرعت به پرفروش‌ترین کتاب در لندن تبدیل شد)، فیلسوف‌هایی مثل جان استوارت میل، مردان کلیسا _ کاردینال نیومن _ و هنرمندان پی. تی. بارنوم.

### زندگینامه نویسی مدرن
علوم روان‌شناسی و جامعه‌شناسی به نوبه خود در قرن ۲۰ ام اوج گرفتند و تأثیرات شگرفی را در شرح حال‌های قرن داشتند. مرگ تئوری «مرد بزرگ» از تاریخ، نشان از طرز فکر در حال ظهور بود. رفتارهای بشر تئوری داروین را توضیح می‌داد. علم «جامعه‌شناسی» شرح حال افراد خود را نتیجه محیط زیست تصور می‌کند و فردیت را بی‌اهمیت جلوه می‌دهد. توسعه علم روانکاوی منجر به نفوذ بیشتر و درک جامع از موضوع شرح حال شده و شرح حال نویسان را تحریک می‌کند تا تأکید بیشتری روی دوران کودکی و جوانی داشته باشند. واضح است که ایده‌های روانشناختی، روشی که زندگی‌نامه‌ها نوشته می‌شدند را تغییر می‌دهد، همچنان‌که افزایش فرهنگ خود شرح حال‌نویسی به ما می‌گوید که چگونه راهی از درمان قرار می‌گیرد. مفهوم متداول از قهرمانان و روایت موفقیت‌ها در برابر وسواس با تحقیقات روانشناختی شخصیتی ناپدید شد.
منتقد بریتانیایی لیتون استراچی انقلابی در هنر زندگی‌نامه‌نویسی با ۱۹۱۸ اثر ایجاد کرد، ویکتوریای برجسته، شامل زندگی‌نامه چهار رهبر برجسته از عصر ویکتوریا، کاردینال منینگ، فلورانس نایتینگل، توماس آرنولد و ژنرال گوردون می‌باشد. استراچی برای ایجاد زندگی در عصر ویکتوریا شروع به کار کرد تا نسل آینده آن را بخوانند. تا این مرحله که استراچی در مقدمه اشاره می‌کند که شرح حال عصر ویکتوریا " بسیار شبیه جمعیت مقاطعه کار کفن و دفن است" و " آهسته، مراسم ختم بربریسم" فضا را سنگین می‌کند. استراچی با " دو جلد چرمی … مواد هضم نشده " سنت را به مبارزه می‌طلبد، و چهار چهره نمادین را هدف قرار می‌دهد. روایت او اسطوره‌ها که در اطراف این قهرمانان ملی ساخته شده‌اند را تخریب می‌کند، کسی که نگاهی بهتر از این ندارد که " مجموعه‌ای از اشتباه منافقانه در امپراتوری ". شهرت جهانی این کتاب به دلیل لحن شوخ و بی ادبانه آن است، این کتاب مختصر و طبیعت دقیق دارد و دارای نثر هنری است.
در سال‌های ۱۹۲۰ و ۳۰، نویسندگان زندگی‌نامه به دنبال سرمایه‌گذاری بر روی محبوبیت استراچی با تقلید از سبک او بودند. این مکتب برجسته جدید، بت‌شکن تحلیلگران علمی، زندگی‌نامه‌های داستانی شامل جمائیل بردفورد، آندره ماوریس و امیل لودوینگ در میان دیگران است. " رد کردن شرح حال " رابرت گریوز (آی، کلادیوس، ۱۹۳۴)، در میان آثار دنبال‌کننده استراچی برجسته بود. گرایش در زندگی‌نامه ادبی همراه با زندگی‌نامه عمومی نوعی از " اطفاء شهوت با نگاه افراد مشهور" در دهه‌های ابتدایی قرن بود. درخواست تجدید نظر در این شکل دوم به خوانندگان بیشتر بر اساس کنجکاوی است تا بر اساس اخلاقیات یا میهن‌پرستی. در جنگ جهانی اول، تجدید چاپ‌های ارزان قیمت محبوبیت یافتند. دهه ۱۹۲۰ شاهد رونق زندگی‌نامه‌ها بود.
نویسنده فمینیست کارولاین هیلبران ملاحظه کرد که شرح حال‌ها و زندگی‌نامه‌های زنان در موج دوم فعالیت‌های فمینیستی تغییر شخصیت داده‌اند. او ذکر کرده‌است زندگی‌نامه نانسی میلفورد، زلدا، در سال ۱۹۷۰ به عنوان " آغازگر دوره جدید از زندگینامه بانوان " است زیرا در ۱۹۷۰ که ما برای خواندن آماده نیستیم زلدا توسط فیتزجرالد از بین رفته بود، اما فیتزجرالد او (نانسی): او روایت او (نانسی) را غصب کرده بود. با انتشار مجله تنهایی مای سارتون، که اولین جایی بود که یک زن داستان زندگی خود را تعریف می‌کرد، نه به عنوان پیدا کردن " زیبایی حتی با درد " و تبدیل " خشم به معنویت"، اما با اعتراف به چیزی که پیشترها برای زنان ممنوع بود: رنج آنها، خشم آن‌ها و پذیرش قدرت و کنترل زندگی خود. هیلبرون سال ۱۹۷۳ را به نام هدف قرار گرفتن زندگی‌نامه بانوان نامگذاری کرد.

### سال‌های اخیر
در سال‌های اخیر، زندگی‌نامه‌های چند رسانه‌ای به محبوبیت بیشتری از فرم ادبی سنتی رسید. همراه با این مستندها فیلم‌های با موضوعات زندگی‌نامه‌ها، هالیوود تعداد بیشماری از فیلم‌های تجاری را بر اساس زندگی افراد مشهور ساخته‌است. محبوبیت این فرم از زندگی‌نامه‌های باعث گسترش کانال‌های تلویزیونی و اختصاص آن‌ها به زندگی‌نامه‌ها شده‌است شامل کانال‌های A&E، کانال The Biography، و کانالانحطاط و سقوط امپراطوری روم.
زندگی‌نامه‌های آنلاین و سی دی نیز ظهور کردند. برخلاف کتاب‌ها و فیلم‌ها، آن‌ها اغلب یک روایت تاریخی را نمی‌گویند: در عوض، آن‌ها آرشیوی از تعداد زیادی عناصر رسانه‌ای گسترده دارند که مربوط به هر فرد است، شامل کلیپ‌های ویدئویی، عکس‌ها و مقالات. پرتره زندگی‌نامه در سال ۲۰۰۱ به وسیلهٔ هنرپیشه آلمانی رالف یولتزوفر ساخته شد. محقق رسانه لو مانوویچ می‌گوید که آرشیو به فرم پایگاه داده، به کاربران اجازه می‌دهد تا روش‌های متعددی را استفاده کنند. «نوشتن زندگی» تکنیک‌های موضوع یک مطالعه علمی است.
در سال‌های اخیر، این موضوع که آیا تمام زندگی‌نامه داستان را به وجود آورده‌اند مورد بحث قرار گرفته‌اند، مخصوصاً زمانی که نویسنده‌ها در مورد موضوعات مهم گذشته خود صحبت می‌کنند. رئیس کالج ولف استون در دانشگاه آکسفورد، هرمیون لی استدلال می‌کند که همه تاریخ در یک چشم‌انداز دیده می‌شوند که محصول جامعه معاصر ما باشند و در نتیجه حقایق زندگی‌نامه‌ها دائماً در حال تغییر هستند؛ بنابراین زندگی‌نامه نویسان تاریخی که نوشته شده‌اند تنها راه نشان دادن اتفاق افتادن آن‌ها نیستند، این راهی است که آن‌ها را بخاطر بسپارند. همچنین در مورد اهمیت فضا در زندگی نوشتن نیز مورد بحث قرار گرفته‌اند.